# 岡山誠司
岡山 誠司（おかやま せいじ、1926年4月22日 - ）は、日本の情報工学者、物理学者、一橋大学名誉教授。

## 略歴
富山県新湊市中伏木（現・射水市）生まれ。第四高等学校卒、1948年東京帝国大学理学部物理学科卒、1962年東京工業大学工学博士。1948年東京工業大学助手、1963年同工業教員養成所助教授、1969年同工業材料研究所助教授を経て1969年一橋大学経済学部教授。1990年定年退官、名誉教授となる。情報科学、計量情報学。温度基準の理論的設計、標準計測法が専門。

## 著書
- 『表示と記録のテクニック 第1 (視覚にうったえる人間のちえ)』総合図書 (総合サイエンス・ライブラリー) 1967
- 『表示と記録のテクニック 第2 (上手な表現と伝達のしかた)』総合図書 (総合サイエンス・ライブラリー) 1968
- 『情報科学序説 情報と思考』開成出版 1978
- 『問題解決の方法』1981 講談社現代新書
- 『記録と発表のテクニック 写真と計数』共立出版 (共立フォトグラフィックシリーズ)1981

### 共著
- 『情報科学』杉田元宜共著 朝倉書店(基礎物理科学シリーズ) 1970

### 翻訳
- W.G.Rosser『相対論と高エネルギー物理』三島信彦共訳 共立出版 (モダンサイエンスシリーズ) 1973
- アラン・ヒュー・クック『重力と地球』共立出版 (モダンサイエンスシリーズ)1974

## 論文
- <岡山誠司